# Stanislav Shopov
Stanislav Shopov (en bulgare : Станислав Шопов), né le 23 février 2002 à Plovdiv en Bulgarie est un footballeur international bulgare qui joue au poste de milieu offensif au CSKA Sofia.

## Biographie

### En club
Né à Plovdiv en Bulgarie, Stanislav Shopov est formé par le club local du Botev Plovdiv.
C'est avec ce club qu'il fait ses débuts en professionnel, jouant son premier match le 15 mai 2018, lors d'une rencontre de championnat face au FK Vereya Stara Zagora. Il entre en jeu et son équipe l'emporte par deux buts à zéro.
Le 6 octobre 2020, Stanislav Shopov rejoint les Pays-Bas afin de s'engager avec le SC Heerenveen pour un contrat de deux ans.
Lors de l'été 2022, Stanislav Shopov fait son retour en Bulgarie en s'engageant librement en faveur du CSKA Sofia. Le transfert est annoncé le 5 juin 2022 et il signe un contrat courant jusqu'en juin 2025.

### En sélection
Stanislav Shopov joue son premier match pour l'équipe de Bulgarie espoirs le 24 mars 2021, contre l'Ukraine. Il est titularisé et son équipe s'impose par deux buts à un. Il marque son premier but avec les espoirs le 8 juin 2021, lors d'un match amical contre l'Albanie remporté par quatre buts à zéro par son équipe.
En mars 2023, Stanislav Shopov est convoqué pour la première fois avec l'équipe nationale de Bulgarie par le sélectionneur Mladen Krstajić. Il honore sa première sélection lors de ce rassemblement, le 27 mars 2023, contre la Hongrie. Il entre en jeu à la place d'Ilia Grouev et son équipe est battue par trois buts à zéro,.